# Dominique Casagrande
Dominique Casagrande (8 mei 1971) is een voormalig Frans voetballer die speelde als doelman. Hij stond onder andere onder contract bij FC Nantes, Sevilla FC en Paris Saint-Germain.

## Carrière
Op 27 september 1994 maakte Casagrande zijn debuut in de Ligue 1 names FC Nantes in een wedstrijd tegen AS Saint-Étienne.

## Statistieken
| Seizoen         | Club                 |                    | Competitie           | Competitie | Competitie | Beker | Beker | Internationaal | Internationaal | Overig | Overig | Totaal | Totaal |
| Seizoen         | Club                 | Wed.               | Competitie           | Dlp.       | Wed.       | Dlp.  | Wed.  | Dlp.           | Wed.           | Dlp.   | Wed.   | Dlp.   |        |
| --------------- | -------------------- | ------------------ | -------------------- | ---------- | ---------- | ----- | ----- | -------------- | -------------- | ------ | ------ | ------ | ------ |
| 1993/94         | AS Muretaine         | Vlag van Frankrijk | Championnat National | 8          | 0          | 1     | 0     | —              | —              | —      | —      | 9      | 0      |
| 1994/95         | FC Nantes            | Vlag van Frankrijk | Ligue 1              | 20         | 0          | 1     | 0     | 4              | 0              | —      | —      | 25     | 0      |
| 1995/96         | FC Nantes            | Vlag van Frankrijk | Ligue 1              | 26         | 0          | 1     | 0     | 8              | 0              | —      | —      | 36     | 0      |
| 1996/97         | FC Nantes            | Vlag van Frankrijk | Ligue 1              | 5          | 0          | 2     | 0     | —              | —              | —      | —      | 7      | 0      |
| 1997/98         | Sevilla FC           | Vlag van Spanje    | Segunda Division     | 31         | 0          | 0     | 0     | —              | —              | —      | —      | 31     | 0      |
| 1998/88         | Paris Saint-Germain  | Vlag van Frankrijk | Ligue 1              | 2          | 0          | 4     | 0     | —              | —              | —      | —      | 6      | 0      |
| 1999/00         | Paris Saint-Germain  | Vlag van Frankrijk | Ligue 1              | 1          | 0          | 5     | 0     | —              | —              | —      | —      | 6      | 0      |
| 2000/01         | Paris Saint-Germain  | Vlag van Frankrijk | Ligue 1              | 9          | 0          | 2     | 0     | —              | —              | —      | —      | 11     | 0      |
| 2001/02         | AS Saint-Étienne     | Vlag van Frankrijk | Ligue 2              | 37         | 0          | 2     | 0     | —              | —              | —      | —      | 39     | 0      |
| 2002/03         | AS Saint-Étienne     | Vlag van Frankrijk | Ligue 2              | 11         | 0          | 0     | 0     | —              | —              | —      | —      | 11     | 0      |
| 2003/04         | US Créteil Lusitanos | Vlag van Frankrijk | Ligue 2              | 31         | 0          | 2     | 0     | —              | —              | —      | —      | 33     | 0      |
| Carrière totaal | Carrière totaal      | Carrière totaal    | Carrière totaal      | 181        | 0          | 20    | 0     | 12             | 0              | 0      | 0      | 213    | 0      |

## Erelijst
- Ligue 1: 1995 (FC Nantes)
- Trophée des Champions: 1998 (Paris Saint-Germain)